# Polyphemus pediculus
Polyphemus pediculus är en kräftdjursart som först beskrevs av Carl von Linné 1761.  Polyphemus pediculus ingår i släktet Polyphemus och familjen Polyphemidae. Inga underarter finns listade i Catalogue of Life.

## Bildgalleri

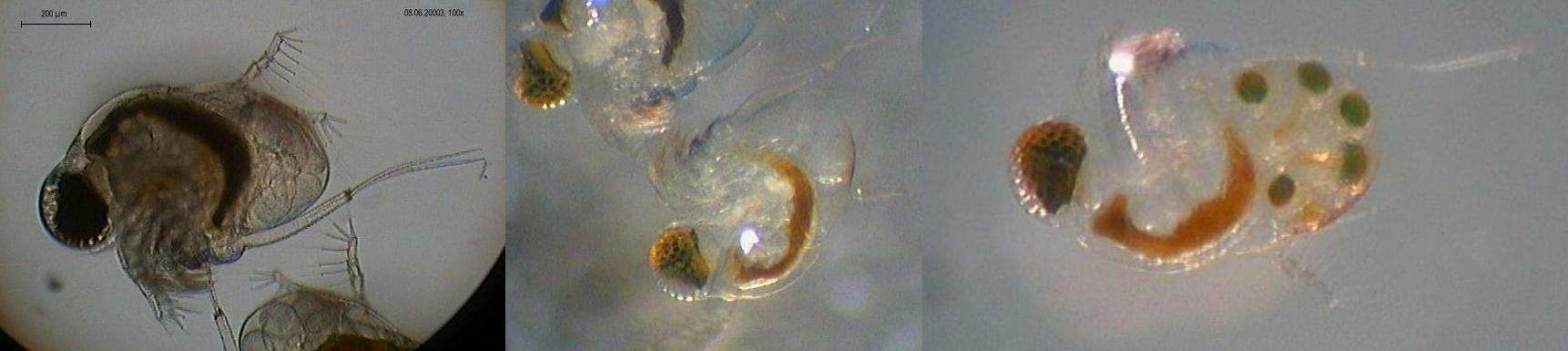